# Бедоло
Бедоло (итал. Bedollo) је насеље у Италији у округу Тренто, региону Трентино-Јужни Тирол.
Према процени из 2011. у насељу је живело 365 становника. Насеље се налази на надморској висини од 1183 м.

## Становништво
| 1931. | 1936. | 1951. | 1961. | 1971. | 1981. | 1991. | 2001. | 2011. |
| ----- | ----- | ----- | ----- | ----- | ----- | ----- | ----- | ----- |
| 1.463 | 1.486 | 1.719 | 1.753 | 1.631 | 1.537 | 1.436 | 1.397 | 1.479 |